# Kirsten Vlieghuis
Kirsten Vlieghuis (Hengelo, Países Bajos, 17 de mayo de 1976) es una nadadora neerlandesa retirada especializada en pruebas de estilo libre media y larga distancia, donde consiguió ser medallista de bronce olímpica en 1996 en los 400 y 800 metros.

## Carrera deportiva
En los Juegos Olímpicos de Atlanta 1996 ganó la medalla de bronce en los 400 metros libre, con un tiempo de 4:08.70 segundos, tras la irlandesa Michelle Smith y la alemana Dagmar Hase; y también bronce en los 800 metros libre, con un tiempo de 8:30.84 segundos, tras la estadounidense Brooke Bennett y de nuevo la alemana Dagmar Hase.

## Palmarés internacional
| Juegos Olímpicos               | Juegos Olímpicos          | Juegos Olímpicos  | Juegos Olímpicos |
| Año                            | Lugar                     | Medalla           | Prueba           |
| ------------------------------ | ------------------------- | ----------------- | ---------------- |
| 1996                           | Atlanta ( Estados Unidos) | Medalla de bronce | 400 m libre      |
| 1996                           | Atlanta ( Estados Unidos) | Medalla de bronce | 800 m libres     |
| Campeonato Mundial de Natación |                           |                   |                  |
| Año                            | Lugar                     | Medalla           | Prueba           |
| 1998                           | Perth ( Australia)        | Medalla de bronce | 800 m libres     |
| Campeonato Europeo de Natación |                           |                   |                  |
| Año                            | Lugar                     | Medalla           | Prueba           |
| 1995                           | Viena ( Austria)          | Medalla de plata  | 4 × 200 m libres |
| 1999                           | Estambul ( Turquía)       | Medalla de plata  | 800 m libres     |
| 2000                           | Helsinki ( Finlandia)     | Medalla de bronce | 800 m libres     |